# Grignasco
Grignasco är en ort och kommun i provinsen Novara i regionen Piemonte i Italien. Kommunen hade 4 478 invånare (2018).